# Tibério III
Tibério III (Τιβέριος) foi o Imperador Bizantino de 698 até ser deposto em 705. Pouco se sabe sobre seu início de vida além de que era um drungário, um comandante militar de média patente. Fez parte de um exército enviado em 696 pelo imperador Leôncio com o objetivo de retomar a cidade de Cartago, que tinha sido capturada pelo Califado Omíada. Este exército tomou a cidade, mas reforços omíadas o forçou a recuar para Creta. Alguns oficiais ficaram com medo da ira de Leôncio e mataram seu comandante e declararam Tibério como imperador. Ele rapidamente reuniu uma frota e navegou para Constantinopla, depondo Leôncio.
Tibério não tentou retomar o antigo Norte da África bizantino do controle dos omíadas, mas fez campanha contra eles nas fronteiras orientais com algum sucesso. O ex-imperador Justiniano II, que tinha sido deposto em 695 por Leôncio, liderou em 705 um exército formado por eslavos e búlgaros do Primeiro Império Búlgaro até Constantinopla, conseguindo entrar na cidade secretamente e depor Tibério. Este fugiu para a Bitínia, mas foi capturado alguns meses depois e executado entre agosto de 705 e fevereiro de 706. Seu corpo foi inicialmente jogado no mar, mas foi depois recuperado e enterrado em uma igreja na ilha de Prote.

## História

### Início de vida
Pouco se sabe sobre Tibério antes do reinado do imperador Leôncio, exceto que seu nome era Apsímaro (Ἀψίμαρος), historicamente considerado de origem germânica. O historiador Wolfram Brandes fala que esta presunção veio de J. B. Bury, mas que é incorreta. Anthony Bryer e Judith Herrin sugeriram que o nome Apsímaro possa ser na verdade de origem eslava, enquanto Leslie Brubaker e John Haldon sugeriram que possa ser turcomano. Sabe-se também que Apsímaro era um drungário, comandante militar de mil homens, do Tema Cibirreota, um província militar no sul da Anatólia. Alguns acadêmicos, como Alexander Vasiliev, especularam que Apsímaro era de origem goto-creca. O historiador Walter Kaegi afirmou que Apsímaro teve vitórias sobre os eslavos nos Bálcãs durante o início de sua carreira militar, o que lhe valeu certa popularidade.

### Ascensão
O Califado Omíada renovou em 696 seus ataques contra o Exarcado da África do Império Bizantino, tomando a cidade de Cartago em 697. Leôncio enviou João, o Patrício, com um exército para retomar a cidade, algo realizado depois de um ataque surpresa contra seu porto. Entretanto, Cartago foi rapidamente retomada por reforços omíadas, forçando João a recuar para a ilha de Creta e reagrupar. Um grupo de oficiais passou a temer a ira de Leôncio pelo fracasso e matou João, declarando Apsímaro como imperador. Este assumiu o nome régio de Tibério; a escolha de um nome régio ainda era muito comum neste período, mas posteriormente caiu em desuso. Ele reuniu uma frota e se aliou com os verdes, uma das facções esportiva e política do Hipódromo, em seguida navegou para Constantinopla, que na época estava sofrendo de um surto de peste bubônica. Tibério desembarcou no porto de Sicai no Corno de Ouro, cercando a cidade. Os portões foram abertos depois de meses por membros da facção dos verdes, permitindo Tibério tomar Constantinopla e depor Leôncio. Entretanto, isto não impediu que as tropas saqueassem a cidade. Tibério fez com que o nariz de Leôncio fosse arrancado e o enviou para viver no Mosteiro de Psamatião, em Constantinopla. Segundo o crônico Miguel, o Sírio, do século XII, o próprio citando uma fonte síria contemporânea do século VIII, Tibério justificou seu golpe de estado destacando como precedente que Leôncio tinha deposto o imperador Justiniano II em 695 por uma administração ruim do império. Nenhum oficial naval tinha assumido o trono antes de Tibério, parcialmente porque os bizantinos consideravam o serviço no exército algo muito mais prestigioso.

### Reinado

Império Bizantino na Anarquia de Vinte Anos

Tibério foi coroado pelo patriarca Calínico I de Constantinopla pouco depois de tomar Constantinopla e depor Leôncio. O novo imperador não tentou retomar o Exarcado da África dos omíadas, mas focou suas atenções nas fronteiras orientais do império. Nomeou seu irmão, Heráclio, como patrício, um prestigioso título de cortesia, e monoestratego, general militar, para os temas bizantinos na Anatólia. Heráclio invadiu o Califado Omíada em meados de 698, atravessando os passos dos Montes Tauro para a Cilícia e marchando para o norte da Síria. Ele não conseguiu derrotar o exército enviado de Antioquia, então fez incursões em Samósata antes de retornar para a segurança do território bizantino no início de 699.
Os sucessos militares de Heráclio levaram a uma série de ataques punitivos por parte dos omíadas: os generais Maomé ibne Maruane e Abedalá ibne Abedal Maleque conquistaram o pouco que restava de território bizantino na Armênia em campanhas que Heráclio não conseguiu responder de forma eficaz. Os armênios lançaram uma revolta contra os omíadas em 702 e pediram ajuda bizantina. Maleque iniciou em 704 uma campanha a fim de reconquistar a Armênia, mas foi atacado por Heráclio na Cilícia. Os bizantinos derrotaram em Sísio um exército omíada comandado por Iázide ibne Hunaine e formado por dez a doze mil soldados, matando a maioria e escravizando o resto. Mesmo assim, Heráclio não foi capaz de impedir que Maleque reconquistasse a Armênia.
Tibério tentou fortalecer o exército ao reorganizar sua estrutura, também reorganizando o Tema Cibirreota, além de concertar as muralhas marítimas de Constantinopla. Ele tentou focar sua atenção no Chipre, que estava desabitado desde que seus habitantes tinham sido levados para Cízico por Justiniano. Tibério conseguiu negociar um tratado com Maleque entre 698 e 699 que permitia que os cipriotas em Cízico e aqueles capturados pelos omíadas voltassem para casa. Ele também fortaleceu a guarnição na ilha com tropas mardaítas dos Montes Tauro. Segundo o historiador Warren Treadgold, Tibério também tentou conter os árabes por mar com novas províncias, estabelecendo o Tema Sardenho e separando o Tema Siciliano do Exarcado de Ravena. Ele também baniu o futuro imperador Filípico, filho de um patrício, para Cefalônia.

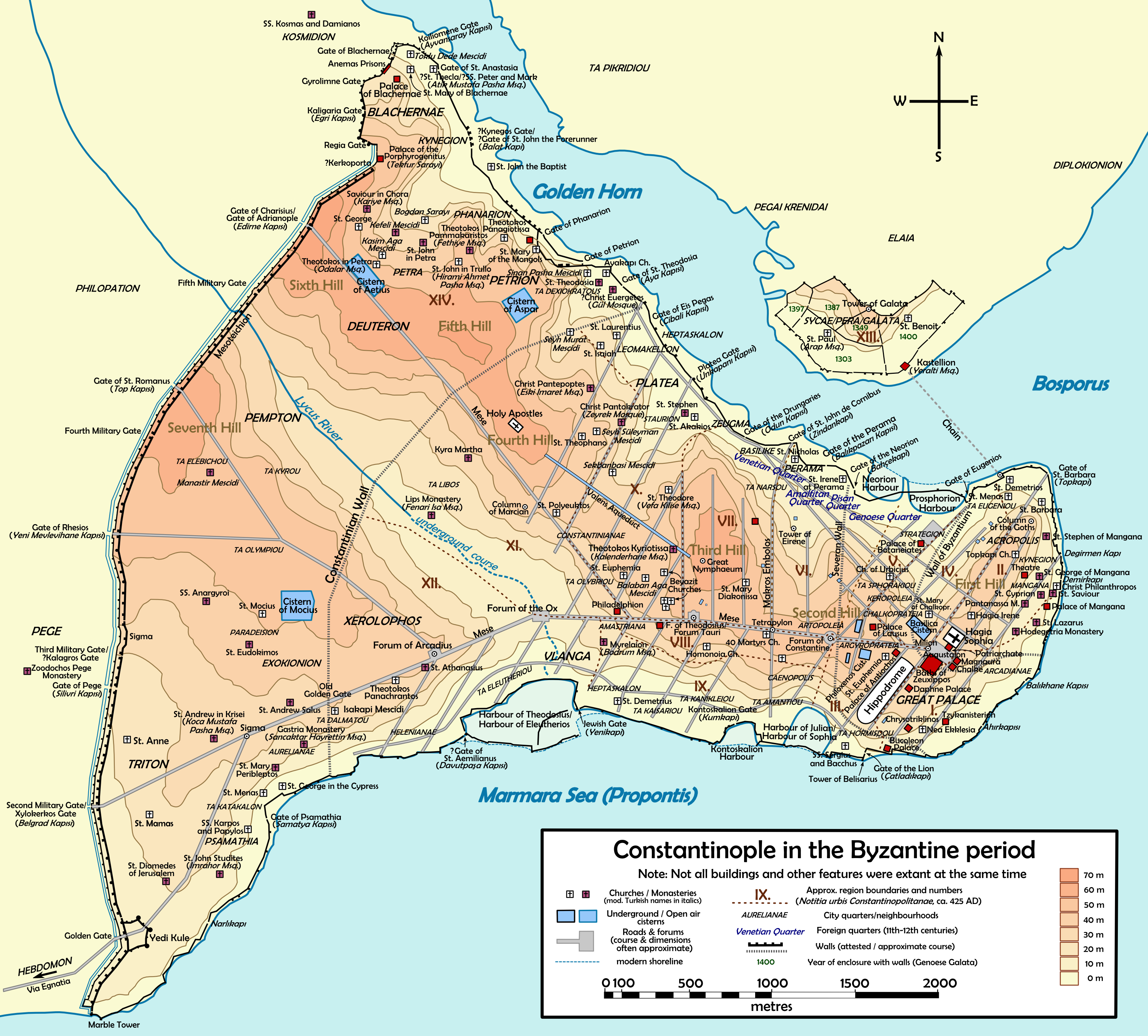
Constantinopla na época bizantina

Justiniano escapou do Tema Quersoneso em 702 e conseguiu o apoio do cacano Busir, líder dos cazares, que deu ao ex-imperador sua irmã Teodora como noiva e o aceitou em sua corte em Fanagoria. Relatos chegaram a Tibério ano seguinte de que Justiniano estava ganhando apoio para reconquistar o trono, assim ele enviou emissários aos cazares exigindo que Justiniano fosse entregue, morto ou vivo. Este escapou e procurou apoio com o cã Tervel da Bulgária. Ele liderou em 705 um exército de eslavos e búlgaros para Constantinopla e cercou a cidade por três dias até batedores descobrirem um conduíte sem uso que passava por baixo das muralhas. Justiniano e um pequeno destacamento de soldados usaram essa rota para entrar na cidade, saindo na extremidade norte da muralha próximos do Palácio de Blaquerna, rapidamente tomando o edifício. Tibério fugiu para Sozópolis, na Bitínia, escapando por vários meses até ser capturado. O período de tempo exato entre o cerco de Justiniano e a captura de Tibério é debatido. Segundo o numismata Philip Grierson, Justiniano entrou em Constantinopla em 21 de agosto, já a historiadora Constance Head afirma que a tomada da cidade foi em 10 de julho e a captura de Tibério em Sozópolis em 21 de agosto, ou talvez esta foi a data que ele foi transportado de volta a Constantinopla. Seis meses depois, provavelmente em 15 de fevereiro de 706, tanto Tibério quanto Leôncio foram arrastados ao Hipódromo e humilhados publicamente por ordens de Justiniano, sendo então enviados para Cinégio e decapitados. Seus corpos foram jogados no mar, mas recuperados e enterrados em uma igreja em Prote.

#### Legado
Head comentou que apesar de se pouco saber sobre Tibério e seu período como imperador, as evidências sobreviventes apontam que ele era na verdade um "governante consciencioso e eficaz", também afirmando que poderia ter sido lembrado como "um dos verdadeiros grandes imperadores de Bizâncio" caso tivesse reinado por mais tempo. Kaegi escreveu que as sucessores dinastias bizantinas e seus historiadores associados tentaram culpar Tibério pela perda permanente dos últimos territórios africanos, mas o historiador destacou que já era muito tarde para os bizantinos restaurarem seu domínio na África na época do reinado de Tibério.

## Família
Teodósio, o filho de Tibério, se tornou o bispo de Éfaso em 729, presidiu o Concílio de Hieria em 754 e aconselhou os imperadores Leão III e Constantino V. O historiador Graham Sumner sugeriu que esse filho de Tibério pode ter antes disso sido também o imperador Teodósio III. Sumner apresenta evidências que os dois foram bispos de Éfaso em épocas próximas: segundo a Chronicon Altinate do século XIII, o imperador Teodósio se tornou bispo depois de 716, enquanto Teodósio filho de Tibério se tornou bispo em 729, sugerindo que os dois talvez tenham sido a mesma pessoa. Já os historiadores Cyril Mango e Roger Scott não consideram essa teoria como provável, pois significaria que o imperador Teodósio teria que ter vivido por mais trinta anos depois de sua abdicação. Outros detalhes sobre a família de Tibério, como o nome de suas esposas, foi perdido, uma consequência comum do período de agitação durante o qual Tibério reinou, conhecido na história bizantina como Anarquia de Vinte Anos.

### Citações
1. ↑   Head 1972, p. 101
2. 1 2   Brandes 2003, p. 723
3. ↑   Bryer & Herrin 1977, p. 16
4. ↑   Brubaker & Haldon 2011, p. 72
5. 1 2 3 4 5   Moore 1999a
6. 1 2 3 4 5   Lilie et. al. 2013b
7. ↑   Vasilev 1980, p. 194
8. ↑   Kaegi 1981, pp. 207, 318
9. ↑   Rosser 2001, p. 473
10. 1 2 3 4   Head 1982, p. 51
11. 1 2   Haldon 2016, p. 49
12. 1 2   Garland 2017, p. 2
13. ↑   Haldon 2016, p. 185
14. 1 2 3 4 5 6   Moore 1999b
15. ↑   Haldon 2016, p. 93
16. ↑   Penna & Morrison 2016, p. 27
17. ↑   Ostrogorsky 1956, pp. 116–122
18. ↑   Kaegi 1981, p. 189
19. ↑   Brubaker & Haldon 2011, p. 738
20. 1 2   Lilie et. al. 2013a
21. 1 2 3 4 5 6   Kajdan 1991, p. 2084
22. 1 2 3   Treadgold 1997, p. 339
23. ↑   Bury 1889, p. 355
24. 1 2 3 4   Bury 1889, p. 356
25. ↑   Treadgold 1995, p. 26
26. ↑   Bury 1889, p. 357
27. ↑   Ostrogorsky 1956, p. 142
28. 1 2   Head 1969, p. 105
29. 1 2   Grierson, Mango & Ševčenko 1962, p. 51
30. ↑   Kaegi 2010, p. 288
31. ↑   Bryer & Herrin 1977, p. 3
32. 1 2   Sumner 1976, p. 292
33. ↑   Head 1970, p. 15
34. ↑   Neil 2000